# Costa de Borrells
La Costa de Borrells és una costa del poble de Lladurs, al municipi del mateix nom (Solsonès).